# Wiebesia
Wiebesia (лат.) — род хальцидоидных наездников из семейства Agaonidae. Опылители инжира (Ficus).

## Описание
Мелкие насекомые (2—3 мм). Крылья с сильно редуцированным жилкованием. Самцы бескрылые. Развиваются в плодах диких видов инжира (Ficus), который они опыляют. Растения-хозяева: Фикус карликовый (Ficus pumila), Ficus aurantiacea (Moraceae), Ficus awkeotsang, Ficus sarmentosa (Moraceae), Ficus sarmentosa nipponica, Ficus sphaerocarpa, Ficus thunbergii (Тутовые).

## Систематика
Род был впервые выделен в 1988 году чешским гименоптерологом Зденеком Боучеком (Zdenĕk Bouček, 1924—2011) с типовым видом Wiebesia partita Bouček, 1988 и с несколькими видами рода Blastophaga. Род назван в честь голландского энтомолога Якоба Выбе (Jacobus Theodorus Wiebes, 1931–1999), крупного специалиста по агаонидам. Род Wiebesia вместе с родом Blastophaga образует одну из корневых базальных клад семейства агаонид. Род Wiebesia признан полифилетическим, что хорошо согласуется с их морфологией, поскольку виды Wiebesia, связанные с некоторыми видами фикуса подрода Rhizocladus (например, Фикус карликовый, Ficus pumila), явно отличаются от Wiebesia, связанных с фикусами из секции Kissosycea. Wiebesia partita Bouček, 1988 (типовой вид рода) связан с Ficus primaria в Папуа-Новой Гвинее (подрод Sycidium) и W. partita сильно отличается морфологически от всех других видов рода. Он имеет несколько общих морфологических признаков с видами Kradibia, что позволяет предположить, что он может быть нетипичным видом Kradibia.
- Wiebesia boldinghi (Grandi, 1916)[9]
- Wiebesia callida (Grandi, 1927)
  - Blastophaga callida Grandi, 1927[10]
- Wiebesia clavata Wiebes, 1993[7]
- Wiebesia contubernalis (Grandi, 1927)
  - Blastophaga contubernalis Grandi, 1927[11]
- Wiebesia corneri Wiebes, 1993[7]
- Wiebesia flava Wiebes, 1993[7]
- Wiebesia gomberti (Grandi, 1928)
  - Blastophaga gomberti Grandi, 1928[12]
- Wiebesia isabella Wiebes, 1993[7]
- Wiebesia macula Wiebes, 1993[7]
- Wiebesia minuta Wiebes, 1993[7]
- Wiebesia nuda Wiebes, 1993[7]
- Wiebesia partita Boucek, 1988[4]
- Wiebesia planocrea Wiebes, 1993[7]
- Wiebesia pumilae (Hill, 1967)
  - Blastophaga pumilae Hill, 1967[13]
- Wiebesia punctatae Wiebes, 1993[7]
- Wiebesia sensillata Wiebes, 1993[7]
- Wiebesia vechti Wiebes, 1993[7]
- Wiebesia vidua (Wiebes, 1980)
  - Blastophaga vidua Wiebes, 1980[14]